# Alliston
Alliston är en stadsdel i staden New Tecumseth i den kanadensiska provinsen Ontarios sydligaste del. Den grundades på 1800-talet av tre brittiska nybyggare och bröder Dickson, John och William Fletcher. 1874 blev den ett samhälle (village) och 1891 blev den en småstad (town). 1991 gick den och samhällena Beeton och Tottenham samt kommunen Tecumseth Township ihop och bildade staden New Tecumseth.
Alliston breder sig ut över 60 kvadratkilometer (km2) stor yta och hade en folkmängd på 15 379 personer vid den nationella folkräkningen 2011.